# Witchfinder General
Witchfinder General és un grup de heavy metal originari de Stourbridge, Regne Unit. Es va formar en 1979 dins del corrent anomenat Nova onada de heavy metal britànic (NWOBHM), sorgit a finals dels 70 i començaments dels 80. Amb fortes influències de Black Sabbath, són reconeguts hui en dia com una de les bandes pioneres del doom metal. El seu reconeixement va aparèixer una vegada la formació va ser dissolta. Witchfinder General es reformà en novembre de 2006 amb tots els seus membres originals excepte el vocalista Zeeb Parkes, siguent aquest substituït per Gary Martin. En 2007 publicaren un recopilatori de grans èxits anomenat Buried Amongst the Ruins, i l'EP Soviet Invasion. Encara que la banda ha declarat que no pensa tornar a actuar mai més, es troba en procés de gravació d'un nou àlbum d'estudi, Resurrected.

## Membres

### Alineació actual
- Phil Cope - guitarra 1979 - 1984, 2006 - present
- Rod Hawkes - baix 1982 - 1984, 2006 - present
- Dermot Redmond - bateria 1983 - 1984, 2006 - present
- Gary Martin - veu 2007 - present

### Membres passats
- Zeeb Parkes - veu 1979 - 1984
- Steve Kinsell - bateria 1979 - 1982
- Johnny Fisher - baix 1979 - 1980
- Kevin McCready - baix 1981 - 1982
- Graham Ditchfield - bateria 1982 - 1983

## Discografia

### Àlbums d'estudi
- Death Penalty CD/LP (Heavy Metal Records 1982)
- Friends of Hell CD/LP (Heavy Metal Records 1983)
- Resurrected (En procés)

### Singles/EPs
- "Burning a Sinner" 7" (Heavy Metal Records 1981)
- Soviet Invasion 12" EP (Heavy Metal Records 1982)
- "Music" 7" (Heavy Metal Records 1983)